# Adonisea erosa
Adonisea erosa là một loài bướm đêm trong họ Noctuidae.